# Qāchīān
Qāchīān (persiska: قاچيان) är en ort i Iran.   Den ligger i provinsen Kurdistan, i den nordvästra delen av landet, 400 km väster om huvudstaden Teheran. Qāchīān ligger 2 285 meter över havet och antalet invånare är 154.
Terrängen runt Qāchīān är kuperad åt sydväst, men åt nordost är den platt.Runt Qāchīān är det ganska glesbefolkat, med 28 invånare per kvadratkilometer. Närmaste större samhälle är Tīlkū, 8,9 km nordväst om Qāchīān. Trakten runt Qāchīān består i huvudsak av gräsmarker.